# Министерство сельского хозяйства и продовольствия Канады
Министерство сельского хозяйства и продовольствия Канады (англ. Agriculture and Agri-Food Canada) — министерство в Канаде, отвечает за политику, регулирующую сельскохозяйственное производство, сельскохозяйственные доходы, исследования и разработки, проверки и регулирование животных и растений. Оно также имеет обязательства в отношении развития сельских районов.

## Подведомственные организации
- Молочная комиссия Канады
- Канадское агентство по инспекции пищевых продуктов
- Канадская комиссия зерна
- Комиссия по сельскохозяйственному кредитованию Канады
- Национальный совет сельского хозяйства
- Администрация по восстановлению земель степей
- Сектор по исследованиям
- Секретариат по селам
- Секретариат по кооперативам

## Исследования
В рамках Министерства сельского хозяйства и агропромышленного комплекса Канады  НИИ имеет полномочия предлагать решения и возможности, основанные на науке для поддержки конкурентоспособности и устойчивости сельского хозяйства и агропродовольственного сектора. Кроме того, в мандат Отделения по предоставлению научной информации входит информирование ведомственных и государственных учреждений в процессе принятия решений.
С 1886 года по всей Канаде были созданы фермерские институты. Сотрудники этих институтов проводят исследования в ряде конкретных областей, имеющих отношение к продуктивности сельского хозяйства и сохранения, и принятия результатов таких исследований.
Сегодня, Научно-исследовательский отделения включает в себя национальную сеть из 19 научно-исследовательских центров и 2300 сотрудников, в том числе около 500 ученых-исследователей. Научно-исследовательская деятельность сосредоточена на семи национальных приоритетах по повышении:
- здоровья населения через продукты питания и инновационных продукты
- качества продуктов питания и безопасность продуктов питания системы;
- безопасности и защиты продуктов питания
- экономических выгод по всей цепочке создания стоимости от производителей к потребителям
- экологических показателей канадской сельскохозяйственной системы
- знания канадских биоресурсов и защиты и сохранения генетического разнообразия;
- новых возможностей для сельского хозяйства, получаемых от биоресурсов.